# Polizeiruf 110: Die Abrechnung
Die Abrechnung (en français La Règlement de comptes) est un épisode de la série Polizeiruf 110 (Appel de police 110) réalisé par Peter Vogel (de).
Le téléfilm est basé sur le roman de Hasso Mager (de), Bartuschek ist nicht mehr.

## Synopsis
L'enquêteur Jürgen Hübner est en prison pour parler à Fred Schneidereit. Il a demandé une libération anticipée de prison, mais Jürgen Hübner ne voit aucune compréhension en lui, même après des années d'emprisonnement : c'est toujours la faute des autres, et Fred pense qu'il vient d'être pris dans une affaire. Jürgen Hübner quitte Fred peu de temps après. Il commence à récapituler les événements qui ont conduit à sa condamnation.
Fred fut élevé par son frère criminel Karl-Heinz après la mort prématurée de ses parents. Il vit maintenant en Allemagne de l'Ouest. Fred rencontre la jeune Vera. Elle vient de sortir de prison et n'a pas de logement. Fred l'emmène avec lui et peu de temps après, ils se marient tous les deux. Ils emménagent dans un nouvel appartement et sont en train de le mettre en place lorsque Vera pose à Fred une question hypothétique.
Sophia, la sœur de Vera, a été larguée par Karl-Heinz, son petit ami, alors qu'elle était enceinte. Elle a accepté d'épouser le docteur Bartuschek, son supérieur, qui était amoureux d'elle, et de lui présenter l'enfant comme le sien. C'était il y a 17 ans. Sophia Bartuschek a donné à l'époque de l'argent à Vera. Vera veut maintenant savoir de Fred comment son frère aurait profité de la situation. Fred découvre que Karl-Heinz a fait chanter Sophia et a exigé une somme assez faible de Sophia chaque mois. Sophia n'aurait pas parlé, car ces chèques postaux furent encaissés et les reçus remis à Bartuschek.
À la grande horreur de Fred, Vera reprend la stratégie du chantage et Sophia, sous pression, commence à payer. Un peu plus tard, Vera est nommée chef de la cantine de l'institut où travaille également Bartuschek. Elle détourne de l'argent parce qu'un relevé n'a pas eu lieu depuis un certain temps. Quatre fois, elle peut voler plusieurs milliers de marks, jusqu'à ce que le compte familial atteigne près de 10 000 marks. Vera, à son tour, investit l'argent dans son compte d'épargne, qui porte toujours son nom de jeune fille. À l'instigation de Fred, ils ont tous les deux remis le livret d'épargne à Sophia pour qu'elle le garde. Lorsque l'inventaire a lieu à l'institut et que le gros manque à gagner est déterminé, Fred veut reprendre le livret d'épargne de Sophia pour être du bon côté, mais elle a déjà donné le livret à son mari. Bartuschek apprend également de Sophia que Gert n'est pas son fils. Vera doit maintenant se rendre à la police dans les 24 heures. Sinon, Bartuschek dénoncera le livret d'épargne au parquet ; il ne veut pas s'impliquer dans l'affaire lui-même. Fred va vers lui et veut le faire chanter. Il menace de parler à Gert de son vrai père et d'informer les collègues de Bartuschek qu'il n'est pas père. Quand Bartuschek se jette avec colère sur Fred et l'étouffe, Fred le poignarde avec un ouvre-lettre. Il parvient alors à s'échapper. Comme Vera était déjà suspectée et ciblée par la police pour détournement d'argent à l'Institut, Jürgen Hübner trouve le lien entre le meurtre et le détournement de fonds : Sophia a travaillé comme secrétaire de Bartuschek avant son mariage, donc son nom de jeune fille est connu. Le nom de naissance de Vera est dans son dossier professionnel. Vera est arrêtée. Lors de son interrogatoire, Sophia remet le livret d'épargne aux enquêteurs. Vera et Fred sont arrêtés et condamnés à la prison.
Rétrospectivement, Fred réalise enfin qu'il est lui-même responsable de ses transgressions. Il réécrira entièrement la lettre au procureur de la République demandant une libération anticipée.

## Fiche technique
- Titre : Polizeiruf 110: Fehlrechnung
- Réalisation : Peter Vogel (de) assisté de Martin Sachse et de Gerald Hujer
- Scénario : Eberhard Görner (de)
- Musique : Hermann Anders (de)
- Direction artistique : K.P.M. Wulff
- Costumes : Ursula Wolf
- Photographie : Franz Ritschel
- Son : Willi Lindner
- Montage : Edith Kaluza
- Production : Rainer Gericke
- Société de production : Fernsehen der DDR
- Pays d'origine :  Allemagne de l'Est
- Langue : allemand
- Format : Couleur - 1,33:1 - mono
- Genre : policier
- Durée : 74 minutes
- Date de diffusion :
  -  Allemagne de l'Est : 4 septembre 1977 sur DDR 1.
  -  Hongrie : 26 octobre 1977.

## Distribution
- Jürgen Frohriep : Oberleutnant Jürgen Hübner
- Sigrid Göhler : Leutnant Vera Arndt
- Ulrich Thein (de) : Fred Schneidereit
- Hildegard Alex (de) : Vera Schneidereit
- Lissy Tempelhof (de) : Sophia Bartuschek, la sœur de Vera
- Dietrich Körner (de) : Dr. Bruno Bartuschek
- Peter Hubatschek : Gert Bartuschek
- Reimar Johannes Baur : le prisonnier âgé
- Klaus Piontek (de) : Professeur Rohrbach
- Alfred Struwe : Dr. Frowein
- Barbara Schnitzler (de) : Mme Richter
- Hannelore Telloke (de) : Inge Schmall
- Gerd Biewer (de) : Karl-Heinz Schneidereit
- Werner Kamenik (de) : M. Hallank
- Klaus-Jürgen Steinmann (de) : Un médecin de l'institut
- Karl Sturm (de) : Dr. Roth
- Hans Bergermann : Wilhelm Mühlmann
- Eckhardt Bogda (de) : M. Schnurbusch
- Heinz Lyschik (de) : un technicien de l'inspection criminelle
- Hannes Stelzer : le postier
- Wolfgang Lohse (de) : Dr. Kuntz

## Production
Die Abrechnung est tourné du 23 janvier au 7 mars 1977 sous le titre provisoire Ungleiche Schwestern à Dresde, Berlin, Radebeul, Stendal et Bad Saarow. On peut voir notamment les ruines du château de la Résidence de Dresde et de l'hôtel Taschenbergpalais voisin. La conversation de Fred et Vera sur le clocher de l'église est filmée à l'église Sainte-Sophie de Berlin (de).
C'est le 49e épisode de la série Polizeiruf 110. L'Oberleutnant Jürgen Hübner enquête sur son 21e cas et le lieutenant Vera Arndt sur son 33e cas.
Lors de sa première diffusion, la participation des téléspectateurs était de 52,3 %.

## Source de la traduction
- (de) Cet article est partiellement ou en totalité issu de l’article de Wikipédia en allemand intitulé « Polizeiruf 110: Die Abrechnung » (voir la liste des auteurs).